# پرشیاز گات تلنت
پرشیاز گات تلنت (به انگلیسی: Persia's Got Talent) یا به‌طور کوتاه PGT، یک مسابقهٔ تلویزیونی استعدادیابی است که شبکهٔ ام‌بی‌سی پرشیا امتیاز آن را از گات تلنت خریده و پخش کرده است. فصل اول این برنامه در دوره‌ای از سال‌های ۲۰۲۰ و ۲۰۲۱، جمعه‌ها ساعت ۲۲ از شبکهٔ ام‌بی‌سی پرشیا پخش شد. در این نمایش، افراد توانایی‌های درخشان خود را با قضاوت داوران کشف می‌کنند. این برنامه توانایی‌های خوانندگان، رقاصان، شعبده‌بازان، آکروباتیک‌بازان، کمدین‌ها، نوازندگان، ذهن‌خوانان، ریاضی‌دانان، بیت باکسینگ‌بازان و ژیمناستیک‌کاران و هر توانایی نمایشی شگفت‌انگیز دیگر را در همهٔ رده‌های سنی می‌پذیرد.
فصل اول این برنامه در استکهلم سوئد فیلم‌برداری شد که محل اقامت بسیاری از فارسی‌زبانان است. مانند دیگر نمایش‌های گات تلنت، شرکت‌کنندگان پرشیاز گات تلنت برای داوران و آراء مخاطبان اجرا می‌کنند و برنده، جایزهٔ نقدی دریافت می‌کند. همچنین هر کسی که یکی از زبان‌های فارسی، انگلیسی و سوئدی را بداند می‌تواند در این مسابقه شرکت کند.

## روش مسابقه
این مسابقه را ۴ داور و دو مجری مدیریت می‌کنند. نخست، شرکت‌کنندگان با فرستادن ویدئو، پرکردن فرم ثبت‌نام و همچنین با شرکت در آزمون‌های اولیه‌ای که در چندین شهر اروپا و آمریکا برگزار می‌شود می‌توانند برای شرکت در این برنامه اقدام کنند. پس از تأیید، این افراد به مرحلهٔ آزمون دعوت می‌شوند که رو در روی داوران و مردم اجرا خواهند داشت و در صورت گرفتن حداقل سه رای مثبت شانس راه‌یابی به مرحلهٔ نیمه‌نهایی را کسب می‌کنند. همچنین داوران می‌توانند با زدن زنگ طلایی یا گلدن بازر شرکت‌کننده را مستقیم به مرحلهٔ نیمه‌نهایی ببرند. هر داور یک‌بار اجازهٔ استفاده از زنگ طلایی را در مرحلهٔ آزمون دارد. همچنین هر دو مجری با هم می‌توانند یک بار این دکمه را فشار دهند.
بعد از اتمام مرحلهٔ آزمون، داوران با بررسی مجدد همهٔ اجراهایی که حداقل ۳ جواب مثبت از داوران را گرفته‌اند، تعداد ۹ نفر را به اضافهٔ ۵ شرکت‌کننده‌ای که زنگ طلایی داوران و مجریان را گرفتند برای حضور در مرحلهٔ نیمه‌نهایی انتخاب می‌کنند.
مرحلهٔ نیمه‌نهایی در ۲ قسمت برگزار و پخش خواهد شد. هر قسمت از نیمه‌نهایی دارای یک داور مهمان خواهد بود. در این مرحله در هر قسمت ۳ نفر توسط داوران به مرحلهٔ نهایی راه خواهند یافت.
مرحلهٔ نهایی با حضور ۶ شرکت‌کنندهٔ برتر فصل پخش خواهد شد. نفرات برتر بر اساس رأی داوران انتخاب می‌شوند.

## جوایز
جایزهٔ نفر اول ۱۰۰٬۰۰۰ یورو و جایزهٔ نفر دوم ۲۵٬۰۰۰ یورو است. پرشیاز گات تلنت از معدود سری‌های گات تلنت است که به مقام دوم نیز جایزه‌ای اختصاص می‌دهد.

## بازخوردها

### افراد سرشناس
- رضا صادقی، خواننده ایرانی در واکنش به داوری مهناز افشار در پرشیاز گات تلنت گفت: «من شخصاً شدیداً و قویا بر این باورم که اگر جایی برای من جایگاه داشته باشد، سرزمین خودم است. شاید یک روزی بچه‌های من اگر نتوانستند اینجا درس بخوانند، برای تحصیل به جای دیگری بروند. این خیلی خوب است که فردی بتواند به جای بهتر برود اما من قرار است کنار آدم‌هایی باشم که قرار است اینجا را بهتر کنند.»[۵] مهدی فخیم‌زاده نیز در این مورد واکنش داشت و مهاجرت افشار را کاری شخصی دانست.[۶]

### مردمی
- رسانه‌های اجتماعی این برنامه به سرعت به محبوبیت و دنبال‌کننده‌های فراوانی دست یافتند. به نحوی که اینستاگرام این برنامه در مدت کوتاهی به حدود نیم میلیون دنبال‌کننده دست یافت.[۷]
- «شما عالی هستید، امیدوارم این برنامه را در ایران اجرا کنید» به عنوان یک نماینده از دیدگاه‌های مردمی، از سوی رسانهٔ ایندیپندنت فارسی در نظر گرفته شد.[۸]

### در رسانه‌ها
- عصر ایران، این برنامه و مهناز افشار، اِبی، آرش و نازنین نور را رقیبان تازه صدا و سیمای جمهوری اسلامی ایران دانست. این رسانه که در داخل ایران فعالیت دارد، ضبط برنامه در سوئد را «چند وجهی عجیب» اعلام کرد.[۹]
- در آذر ماه ۱۳۹۸، رسانه‌های داخلی ایران، خبرهایی از دستمزد مهناز افشار برای حضور به عنوان داور در پرشیاز گات تلنت منتشر کردند و ادعا کردند که مهناز افشار یک میلیون یورو برای حضور به عنوان داور این مسابقه دریافت کرده است. هرچند که این ادعا مدرک جدی را ارائه نمی‌کرد.[۱۰][۱۱]
- مشرق‌نیوز، رسانهٔ داخلی ایرانی نیز با اشاره به حضور زنان و تهیه تصاویری از آنان و مقایسه با برنامه مشابه در صدا و سیمای جمهوری اسلامی ایران، حضور زنان در برنامه را برای ایجاد جاذبه جنسی دانست و معتقد بود که ساخت این برنامه «تلاش سعودی برای جا نماندن از عصر جدید» بوده است.[۱۲][۱۳] این رسانه حتی به صدف طاهریان، بازیگر و مدل ایرانی با توجه به احتمال حضورش در پرشیاز گات تلنت، حمله کرد. در ادامه مشرق این برنامه را با کنش‌های مسیح علی‌نژاد مرتبط دانست.[۱۳]
- در ۱۲ اسفند ۱۳۹۸ خبر حضور فرزاد فرزین به عنوان تماشاگر در این برنامه، توسط رسانه‌های داخلی ایران منتشر شد و جنجالی خوانده شد.[۱۴]
- رسانهٔ ایندیپندنت فارسی نوشت: «هرچند در پرشیاز گات تلنت نمونه‌های زیبایی از «اولین اجراهای فوق‌العاده» را دیدیم اما با سرکوب چهل‌سالهٔ موسیقی، رقص و هنرهای زیبا و تجسمی در ایران، عدم توجه به آموزش هنر در مدارس و شرایط اقتصادی خانواده‌های ایرانی، شاید توقع زیادی است تا انتظار داشته باشیم افرادی که بخت آن را داشته‌اند تا آموزش کافی را در زمان مناسب دریافت کرده باشند تعداد قابل‌توجهی باشند». این رسانه، پیشنهاد کرد که سازندگان برنامه، گسترهٔ شرکت‌کنندگان را فرای مردم ایران برده و به سوی تمام مردم تحت تأثیر فرهنگ ایرانی، همچون افغان‌ها و مردم تاجیکستان و ازبکستان ببرند تا روح تازه‌ای به برنامه وارد شود.[۸]
- رسانهٔ داخلی جامعه خبر اعلام داشت که: «قطعاً در تولید برنامه‌ای چون «پرشیاز گات تلنت» جذابیت‌های لازم برای نسل‌های گوناگون لحاظ شده است که به چنین چیدمانی دست زده‌اند». این رسانه که با لحنی نگران از احتمال از دست دادن مخاطبین توسط صدا و سیما سخن می‌گفت، افزود: «آیا این توانایی در داخل کشور وجود ندارد؟ قطعاً وجود دارد اگر بسیاری از لج‌بازی، جناح‌بندی و خط‌کشی‌های مرسوم تلویزیون کنار گذاشته شود می‌توان با استفاده از توانایی افراد داخل کشور برنامه‌های به مراتب جذابتر تولید کرد».[۱۵]

## داوران و مجریان
| فصل | مجریان      | مجریان     | داوران | داوران      | داوران | داوران     |
| --- | ----------- | ---------- | ------ | ----------- | ------ | ---------- |
|     | ۱           | ۲          | ۱      | ۲           | ۳      | ۴          |
| ۱   | فرزان اطهری | تارا گرامی | ابی    | مهناز افشار | آرش    | نازنین نور |

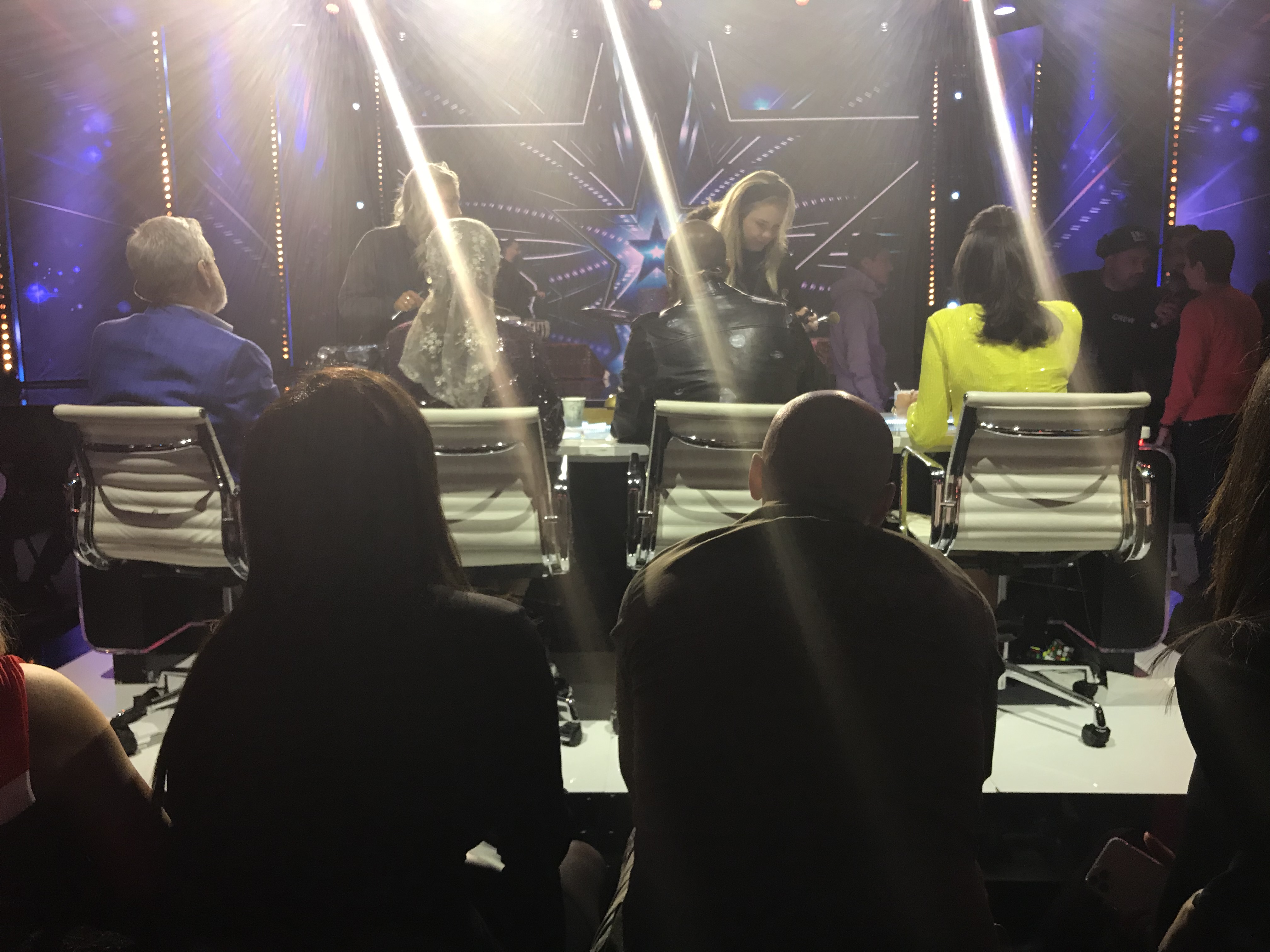
رسیدگی به آرایش داوران در میانه ضبط برنامه

داوران فصل نخست پرشیاز گات تلنت ابی، مهناز افشار، آرش و نازنین نور بودند. پرشیاز گات تلنت با اجرای فرزان اطهری و تارا گرامی پخش می‌شود.

### داوران میهمان
| فصل | داوران میهمان به ترتیب حضور | داوران میهمان به ترتیب حضور | داوران میهمان به ترتیب حضور | داوران میهمان به ترتیب حضور |
| فصل | ۱                           | ۲                           | ۳                           |                             |
| --- | --------------------------- | --------------------------- | --------------------------- | --------------------------- |
| ۱   | هدی جراح                    | انیسا امانی                 | سوگند                       |                             |

## خلاصه فصل‌ها
| فصل | پخش اصلی     | پخش اصلی     | برنده       | جایگاه دوم   | جایگاه سوم |
| فصل | نخستین پخش   | واپسین پخش   | برنده       | جایگاه دوم   | جایگاه سوم |
| --- | ------------ | ------------ | ----------- | ------------ | ---------- |
| ۱   | ۱۱ بهمن ۱۳۹۸ | ۱ اسفند ۱۳۹۹ | نوید رضوانی | یاسمین سالکی | نگار زراسی |

### فصل ۱ (۲۱–۲۰۲۰)
فصل اول این برنامه از ۱۱ بهمن ۱۳۹۸ شروع به‌پخش کرد و تا ۱ فروردین ۱۳۹۹ در ۸ قسمت روی آنتن رفت. ادامه این فصل به دلیل شیوع ویروس کرونا در سوئد ماه‌ها ناتمام ماند. پس از ماه‌ها توقف ضبط، از ۱۷ بهمن ۱۳۹۹ پخش نیمه‌نهایی آغاز شد. فینال فصل اول در ۱ اسفند ۱۳۹۹ پخش شد. در پایان، نوید به عنوان قهرمانی، یاسمین به نایب‌قهرمانی و نگار به مقام سومی رسید.